# Robert Taft Jr.
Robert Taft, känd som Robert Taft Jr., född 26 februari 1917 i Cincinnati, Ohio, död 7 december 1993 i Cincinnati, Ohio, var en amerikansk republikansk politiker. Han representerade Ohio i båda kamrarna av USA:s kongress, först i representanthuset 1963-1965 samt 1967-1971 och sedan i senaten 1971-1976.
Taft växte upp som son till politikern Robert Taft. Fadern, som var republikansk ledare i senaten, kallades "Mr. Republican". Fadern dog redan 1953 men Robert Taft förblev känd som Robert Taft, Jr. hela sitt liv trots att han egentligen hette enbart Robert Taft. Fadern däremot hette Robert Alphonso Taft. Robert Taft gav sin son Bob Taft faderns andra förnamn Alphonso. Därför heter sonen Bob, som var guvernör i Ohio 1999-2007, egentligen Robert Alphonso Taft II och inte III.
Robert Taft, Jr. utexaminerades 1939 från Yale University och avlade 1942 juristexamen vid Harvard Law School. Han deltog i andra världskriget i USA:s flotta. Efter kriget inledde han sin karriär som advokat i Cincinnati. Han blev invald i representanthuset i kongressvalet 1962. Han besegrades sedan av demokraten Stephen M. Young i senatsvalet 1964.
Taft var på nytt ledamot av representanthuset 1967-1971. Senator Young kandiderade inte till omval i kongressvalet 1970. Taft besegrade Howard Metzenbaum i valet och efterträdde Young i senaten i januari 1971. Taft kandiderade till omval efter en mandatperiod i senaten men förlorade mot Metzenbaum. Han avgick som senator den 28 december 1976 så att Metzenbaum kunde utnämnas till senaten några dagar tidigare än han skulle ha inlett sin ordinarie mandatperiod.